# Урал-63685
Урал-63685 (англ. Ural-63685) — сімейство вантажних автомобілів виробництва УралАЗ з компонувальною схемою «кабіна над двигуном» і колісною формулою 6х4 призначений для перевезення сипучих і навалювальних вантажів по дорогах з твердим покриттям, у тому числі з кругляка і щебеню, і по ґрунтових дорогах. Вантажопідйомність — 14-25 тонн.
Автомобіль виготовляється з 2005 року.
Урал-63685 може бути обладнаний дизельними двигунами потужністю від 250 до 400 к.с.
Урал-63685 пропонується у вигляді шасі або самоскида.